# Burg Tennstedt
Die Burg Tennstedt ist eine abgegangene Wasserburg in Bad Tennstedt im heutigen Unstrut-Hainich-Kreis in Thüringen.

## Lage
Die verschwundene Burg von Bad Tennstedt befand sich im östlichen Rand der damaligen Stadt der Unstrutaue. Die Wasserburg lag vor dem sogenannten Osthofer Tor.

## Geschichte
Die günstige strategische Lage von Bad Tennstedt untermauert die Überlieferung, dass im frühen Mittelalter ein Königshof bestanden hat. Es wird angenommen, dass sich der Hof mit den zwei Befestigungsanlagen auf den Anhöhen nördlich der Stadt sicherte. Die Tennstedter Wasserburg hatte ihre Bedeutung durch die Verbindungsstraße Eisenach–Weißensee–Neuenburg für die Thüringer Landgrafen. Von 1160 bis 1170 erwarb der Thüringer Landgraf den Ort und ließ die Wasserburg erbauen. Von den Tennstedter Burgen sind kaum noch Steine zu finden, denn sie wurden alle in die Stadtmauer eingebaut, auch von der Wasserburg, obwohl sie schon einbezogen war. Der letzte landgräfliche Burgvogt verkaufte die Wasserburg 1438 an die Stadt. Das Rathaus wurde 1610 aus Steinen der Wasserburg erbaut.